# Dystasia proxima
Dystasia proxima es una especie de escarabajo longicornio del género Dystasia, familia Cerambycidae. Fue descrita científicamente por Breuning en 1938.
Habita en Malasia (isla de Borneo). Los machos y las hembras miden aproximadamente 12 mm.